# Цазинска буна
Цазинска буна или Кордунашка буна је била устанак који се одвио 6. маја 1950. на подручју Цазинске Крајине. Као повод се може сматрати неправедан и присилан начин откупа пољопривредних производа. Сељачко становништво које се на подручју Цазина, Велике Кладуше и Слуња побунило, брзо је савладала Народна милиција (НМ), Одјељење за заштиту народа (ОЗНА) и Југословенска армија (ЈА). Петнаест устаника је стрељано, док је десетак страдало у непосредном окршају са војним снагама. Остали су осуђени на друштвено-социјални рад, а око 700 особа пресељено је на подручје општине Србац. Тачан број учесника није утврђен, у зависности од извора број се креће од 300 до 1000 људи. Међу снагама безбједности није било смртних случајева. О овом догађају се на подручју Југославије није много истраживало, све до 1991. године. Књига „Цазинска буна 1950.” аутора Вере Кржишник Букић, прва је детаљније обрадила овај догађај.
Стварни разлог избијања побуне је према неким анализама био противрјечан: имала је и елементе национализма и личне фрустрације локалних властодржаца. Милован Ђилас је свједочио да је с ликвидацијом главних учесника пропуштена прилика за истрагу дубљих узрока побуне. Званична војна документација дјелимично је употријебљена за сировину у фабрици „Љепенка”, а остала се налази у Војном архиву у Београду. Њено стање је непознато.

## Увод
Први петогодишњи план у Југославији био је у току. Након спроведене аграрне реформе, тадашње власт уводи откуп у циљу дистрибуције намирница. Републикама и покрајинама су наведене количине за откуп, које се углавном због разних разлога нису могле испунити. Откуп је по селима спроводила Озна, уз помоћ локалних сарадника. Сељаци су често скривали намирнице на таванима и другим мјестима. Централна власт није тачно знала шта се догађа у локалним заједницама, јер је ОЗНА (односно УДБА) спречавала делегације да дођу до Новог Сада и Београда. Неиспуњавање задатих откупних количина жита кажњавала је затвором и искључењем из Комунистичке партије. Заступљено је мишљење да је откуп у ствари био и начин класне борбе против имућних сељака („кулака”). Година 1950. била је сушна. Поступак индустријализације уз све то је довео до раста градског, а смањења сеоског становништва. Након раскола ФНРЈ и СССР и резолуције Информбироа, Југославија се налазила под војним, привредним и политичким притиском земаља чланица Информбироа.
Двојица британских обавјештајаца који су након гласина о устанку 1950. посјетили то подручје забиљежили су да је цијена откупа краве износила „пар ципела”. Народ је плаћао високе цијене за намирнице, јер им након откупа практично ништа није остајало за властите потребе. Због глади је велики број становника Босанске Градишке предао захтјев за исељење у Аустралију, Сједињене Државе итд. Весна Кржишник Букић сматра да је због тога становништво резигнирало и изгубило наду у било каква политичка рјешења.

## Слијед догађаја

### Припреме
Дизање устанка разматрано је први пут на сусретима Милана Божића и Миле Деврње. Први састанци су били у марту и априлу 1950. године. Тачан датум УДБА није могла накнадно утврдити. Приликом састанака нису вођени записници присутних, па је тешко одредити ко је заиста на којем састанку присуствовао. Поједини службеници Удбе су касније одбили дати исказ о буни. Неке индиције указују да су органи безбједности били изненађени, док изјаве учесника упућују да је постојало предзнање о састанку, док се централна власт обично оглушавала уколико се није радило о конкретним стварима.

#### Први састанак
Према каснијем исказу Миле Деврње, на првом састанку присуствовало је 18 особа. Међу њима су Божић и Деврња представљени као главни који ће дићи устанак на Кордуну. Деврња је присутним образложио откуп и радне обавезе чији главни терет подносе сељаци и да исти не могу испунити. Але Човић из села Штурлићка Платница, сложио се са Божићевим излагањем, али је изразио бојазан да би се током устанка, због страдања у Другом свјетском рату, могли сукобити Срби и Муслимани. Деврња је тврдио да познаје „свој народ” и да немају „никакве жеље за осветом”. Миланов син, Никола Божић, присутнима је навео да има контакте с војском и милицијом, као и да на располагању има радио-станицу у близини Цазина. Он је упозорио присутне да власт прије времена не смије открити планове и позвао на јединство без обзира на националну припадност. Касније се наводи да је Чедо Богуновић, мада је током суђења било измјена исказа, био Николин контакт који је располагао радио-станицом. Милов брат, Милан Деврња, имао је задатак да преко својих веза у Београду испита могућности устанка на подручју Србије.

#### Други састанак
На другом састанку међу организаторима устанка представљена је теза да ће имати подршку англо-америчких трупа и да на граници с Грчком на наредбу из Лондона чека 40.000 војника Краљевине. Деврња је навео да на располагању има 10 пушака и 2 пиштоља, а Човић да има 30 наоружаних и 50 ненаоружаних људи. Велики оптимизам унијело је излагање Ибрахима Бегановића који је навео да је око 2000 људи (од тога 40 наоружаних) спремно за окршај. Очекивана је и помоћ информбироваца, одстрањених из Партије. Деврња је предложио 1. мај као дан устанка, што је Никола одбацио наводећи да су војска и милиција тај дан у „највећој приправности”. Прихваћен је 6. мај на приједлог Раме Карајића. Милан Деврња је дошао из Србије с вијестима да нема никаквог говора о дизању устанка на подручју Србије. Упркос овим наводима Миле Деврња је увјеравао присутне да се и у Србији припрема устанак.

#### Трећи састанак
На трећем састанку је опет поновљено увјерење да ће информбировци уз сељаке лако дићи буну и збацити власт, јер се војска налази на граници. Испољене су тврдње о општем расположењу народа на устанак. Статус наоружања био је у првом плану. Але Човић је извијестио присутне да је на располагању 700 карабина, 4 пушкомитраљеза, 2 минобацача (лаки и тешки с 86 граната). Зависно од каснијих исказа, ове бројке су варирале. Састанку је присуствовало око 20 особа:
- Милан Божић
- Никола Божић
- Але Човић
- Рамо Карајић
- Мушо Ковачевић
- Аган Бегановић
- Ибрахим Бегановић
- Мемија Бегановић
- Алага Јушић
- Хусеин Зенковић
- Хасан Кекић
- Миле Миљовић
- Ђулага Шумар
- Мухарем Дервишевић
- Реџеп Дервишевић
- Миле Деврња
- Милан Деврња
- Никола Беук
- Мирко Радочај и др.

#### Четврти састанак
Овом састанку присуствовало је око 30—100 особа. Миле Миљковић, који је први пут учествовао на састанку, наводи да и у Београду има човјека с доста оружја укљученог у припреме устанка на том подручју. Кекић је навео да ће с око 100 људи напасти Цазин. Божић потврђује 6 мај као дан устанка и да се очекује помоћ од Краљеве војске из Грчке. Било је планирано да се и изврши заклетва краљу, али то није спроведено. Након провјере расположивог оружја, присутни су очекивали да ће, након пада милицијске станице у Цазину, преузети око 150 комада оружја.
На овом састанку основан је оперативни штаб од 6 особа:
- Командант устанка Милан Божић
- Замјеник команданта Але Човић
- Миле Деврња, за подручје Кордуна
- Мирко Радочај, за подручје Црнаје
- Хасан Кекић, за подручје Кладуше (није присуствовао састанку)
- Рамо Карајић, као помоћ Кекићу.

Одабране су особе које ће на одређеним локацијама извршити мобилизацију:
- Хасиб Бегановић у Лисковцу
- Ђулага Шумар у Тршцу
- Реџеп Дервишевић у Штурлићу
- Рамо Карајић у Кладуши
- Алага Јушић и Аган Бегановић у Тодорову

Деврња је изјавио да има своје људе на Кордуну. Иако је на ранијим састанцима наведено повезивање са информбировцима, исто је одбачено јер се радило, у суштини, о комунистима, а устаници су били антикомунистички настројени. УДБА је касније на основу изјава реконструисала план да се у случају успјешног устанка:
- Након разоружавања милиције и Удбе заузму мјесни Народни одбори уз паљење архиве.
- Преузму задруге и магацини с житом, које би се подијелило сељацима у циљу придобијања. На суђењу ће Милан Божић касније тврдити да је подјелом хтио спријечити пљачку.
- Уведе политичко уређење по узору на Сједињене Америчке Државе и Уједињено Краљевство.

### Устанак
На подручју Цазинског среза живјело је око 20.000 људи. Весна Кржишник Букић указује да је, с једне стране, било доушника Удбе међу устаницима, а с друге и немарности органа безбједности. На договореном мјесту код Штурлићких (Корајских) бара 5. маја у 21 сат нашло се устаничко језгро с вођама Алетом Човићем и Миланом Божићем. Буна је избила 6. маја на Ђурђевдан, када је становништво било у празничном расположењу. На подручју Кладуше устанак није у потпуности изведен, јер је Рамо Карајић чекао исход у Цазину. Устанак је избио и на територији Македоније, док су на подручју Баније и Смедерева угушени.
Омер Ружнић је с 20 људи и 6 пушака, кренуо као подршка у Слуњски срез. Ђулага Шумар је од Милана Божића добио задатак да разоружа милицијску станицу у Тршцу. Ово је била и једина успјешна акција током буне. Милиционери Сулејман Ајкић и Милан Крмпорт су разоружани, док је командир Стојан Старчевић прешао на страну устаника. Сматра се да је Старчевић још од почетка био у дослуху с устаницима. У току ноћи устаници су провалили и опљачкали задруге у Лисковцу, Пјанићима, Ћоралићима, Штурлићу и Тршцу, као и магацин Среског трговачког предузећа и пошту у Тршцу. У Лисковцу је запљена архива Мјесног народног одбора.
Након што је Шум остао у Тршцу, Божић и Човић су са око 200 људи дошли до Бегових Кафана, главног зборног мјеста. Ту је Божић формирао 7 чета (5 по 50, 2 по 20 људи), док је Човић одредио командире чета:
1. чета, командир Хусеин Капић
2. чета, командир Аган Ћоралић
3. чета, командир Хасиб Бегановић
4. чета, командир Мујо Џехверовић
5. чета, командир Селе Лулић

У каснијим изјавама, Човић је помињао само ових пет. Чете су добиле задатак да опколе Цазин, зауставе саобраћај, прекину телефонске везе и чекају наређење за напад. Према Душану Божићу, Цазину је био упућен и писмени ултиматум за предају, али одговор није стигао. Према изјавама очевидаца, пуцњи су почели ујутру у 6 сати, међутим око 12 пристигла милиција из правца Пећиграда присилила је устанке да се повуку до Бегових Кафана.
Ту се нашло око 30—50 људи (од почетних 200), остали су се вратили кућама. Тога дана није било људских жртава. Након што је и Милан Божић стигао кући, ту је затекао 3 службеника Мјесног народног одбора Штурлић: Хасана Кекића, Алагу Диздаревића и Феху Диздаревића, као и мјештанина Ђулагу Ћоралића. Након што су сазнали да је устанак пропао, тражили су да опет крене на Цазин. Након што су се упутили у правцу Штурлића, сусрећу војску која је отворила ватру. Милан Божић се са својим синовима Стевом и Николом сакрио у шуму, а Але Човић с одборницима је побјегао у другом правцу.
Обећана подршка устаницима није стигла. Најављивано је да ће стићи 40.000 војника Краљевине Југославије, да се краљ Петар враћа из избјеглиштва, да ће помоћи америчка и британска авијација, да је у већ неколико градова (Београд, Загреб итд.) устанак успио итд. Сматра се да су устаници били жртве самообмане проузроковане пропагандом и гласинама. Штампа на подручју Југославије је догађај из 1950. прећутала, а ниједне значајне новине нису се осврнуле (Ослобођење из Сарајева, Вјесник из Загреба, Борба из Крушевца и Политика из Београда). Глас Америке и Радио Москва су 7. маја објавили вијест о устанку. Постоји теза да је Совјетски Савез подржао буну. Исте године 25. маја избио је Корејски рат, а КГБ је појачавао субверзивне активности у Југославији. Московско Ново вријеме је 26. маја цитирало вијести из Албаније, Бугарске, Чехословачке и Мађарске, гдје се помиње устанак „народа против фашистичког режима у Југославији”.

### Реакције власти
Након што је Бранко Вукашиновић, члан цазинске Удбе, установио да нема телефонске везе с Кладушом и Бихаћом, шаље Миланка Керкеза у Бихаћ по помоћ јер је сматрао да су опкољени. Керкез је у Бихаћ стигао око 2 сата послије подне. У Цазину је неколико скупина локалне Удбе пружило отпор устаницима. Хајро Капетановић, шеф окружног комитета Бање Луке, након што је добио вијест о око „700 сељака који су дигли буну” предузима сљедеће кораке: командиру у Бихаћу наређује да пошаље вод људи, да јединице Корпуса народне одбране Југославије (КНОЈ) из Бање Луке крену у помоћ Цазину, да се преко секретара унутрашњих послова Мачуке подигне сва милиција, да све сви камиони дају на располагање КНОЈ-у и милицији, да се из правца Пећиграда крене према Цазинуи да аеродром Трн уступи авион којим би Ђуро Штрбац, шеф обласне Удбе, хитно стигао у Бихаћ. Услиједила је телефонска конференција Капетановића, Александра Ранковића и Ђуре Пуцара, током које је одлучено да се пошаљу људи из Београда и Сарајева. Ранковић, министар унутрашњих послова ФНРЈ, наређује Угљеши Даниловићу, министру унутрашњих послова НР БиХ, да предузме све потребне мјере. Током вечери камионима стижу снаге Удбе и КНОЈ-а из Бање Луке и Дрвара, услиједила је потјера по шумама и кућама. Није разјашњено да ли су припадници локалне Удбе само одбили напад или су се устаници сами разбјежали када је дошло појачање (од најмање 700 људи) из Бихаћа, Бање Луке и Дрвара.
Неколико дана након устанка, у Цазин су стигли високи официри Удбе Слободан Шакота и Војо Чоловић, шеф милиције за НР БиХ Шукрија Биједић, секретар Владе НР БиХ Хакија Поздерац, као и официри Удбе Сафет Филиповић и Давид Лаушевић из Београда.

#### Хапшења
Бранко Вукашиновић, шеф цазинске Удбе, располагао је 7. маја са списковима људи предвиђених за хапшење. Гојко Јотић, из дубичке Удбе, долази с командиром Илијом Бланушом и двије чете милиције у Цазин. Преко Слободана Шакоте добили су наређење да хапсе „без стријељања”. Након што су достављени спискови, крећу хапшења. Креће потрага и за Миланом и Николом Божићем, који се по Ранковићевом наређењу морају ухватити живи. Божиће нису нашли код куће, али су добили обећање од Николине жене да ће се Никола сам предати. Касније је Никола омогућио Удби да пронађу и Милана. Постоје неке оспорене тврдње Вајана Поповића, који је схватио да је наређење да се пуца на оне који се пронађу „у шуми”. У Тршћу је ухапшен већи број учесника, као и у Штрулићу, Штрулићкој Платници, Ћоралићима, Скоковима, Пећиграду, Лисковцу, Пјанићима, Криваји и Тржачким Раштелима. Према Ристи Башићу, бившем начелнику за кадрове Републичког секретаријата унутрашњих послова БиХ, писмени материјали (извјештаји и сл.) снагама безбједности нису више доступни, јер су нестали током премјештања или десетковања архиве Удбе. Према појединим тврдњама, могуће је да нису никада ни постојали јер су власти на терену брзо дјеловале. Приликом хапшења било је отпора и покушаја бјекства. У самом средишту буне, код Штурлића и Лиснице, убијено је 8 устаника. Око 600—700 људи приведено је у затвор у Цазину. Неки су пуштени, али кратко након тога, стиже депеша од Ранковића да се свима мора судити. Један дио би ишао на војни суд, а други пред судију за прекршаје. Према сјећањима учесника, Хакија Поздерац је инсистирао на кажњавању. Поздерац је био родом из Тршца, па се сматра да га је устанак посебно погодио. Није до краја разјашњено да ли је Ранковић самостално одлучио о колективном кажњавању или је имао Титову сагласност.

### Поступак
Иако су међу главним побуњеницима били партизански првоборци, борци који су у борбу ступили током 1941, УДБА је устанак окарактерисала као контрареволуционарно дјеловање зеленокадроваца, усташа, четника, домобрана. Јаке снаге ЈА, уз јединице Озне, брзо су угушиле устанак, а тадашња је власт, према појединим оцјенама, жестоко казнила учеснике побуне. Неколико устаника је стријељано, а десетак пало у непосредном сукобу (или бјекству) с војним снагама. Остали су осуђени на друштвено-социјални рад, а око 700 особа, односно око 100 породица, пресељено је на подручје општине Србац. Колективна казна, пресељење цијелих породица, представљала је преседан у тадашњој Југославији. Расељавање становништва праћено је и преузимањем имовине. Укупно је, узме ли се само подручје Цазина без Слуња, осуђено 714 учесника, од тога је било:
- 17 смртних казни;
- 271 затворска казна од 5 до 15 година;
- 426 пресуда на друштвено-социјални рад у руднику Бреза од 3 мјесеца до 2 године.

#### Оптужница и суђење
Оптужница се заснивала на неколико кривичних дјела према Закону о кривичним дјелима против народа и државе (ЗКНД; члан 2. и 3.). Тужба наводи да су оптужени преносили „профашистичку пропаганду” о долазећој влади краља Петра, Мачека и Павелића и да је 40.000 четника и усташа с америчком и британском авијација спремно за напад. Доказни поступак износио је искључиво насталу штету током устанка: опљачкане магацине и задруге, прекинуте телефонске линије, запаљене архиве итд. Наведена штета износила је 400.000—500.000 југословенских динара.
За устанак у Цазину је обављено неколико судских процеса:
- На првом процесу свих 47 оптужених су проглашени кривим, док су тројица од њих: Дедо Човић, Аган Чоралић и Мухарем Дервишевић осуђени на смрт стрељањем.[66]
- На другом процесу, 25. и 26. маја, учествовало је 45 оптужених. Бранилац је истицао да су 25 од њих били првоборци НОР-а. Свих 45 су проглашени кривим, док је Ђулага Шумар осуђен на смрт.[67]
- Трећи процес је обављен 27 и 28. маја. Учествовало је 52 оптужених. Овдје су се појавили као браниоци др Антун Грозник адвокат (право име Силвестер Арх) из Цазина, адвокат Садик Ћехајић из Бихаћ и Мухамед Садиковић правни референт Југословенских државних жељезница. Цијели доказни поступак се састојао од свједочења Мире Комљеновић, учитељице школе у Лисковцу. Бранилац Грозниц истицао је учешће оптужених током НОР-а и указивао да 19 учесника није било наоружано. Суд проглашава свих 52 (осим Хасана Бегановића, Омера Бајрактаревића и Смаила Ајкића) кривим; док се Хасиб Бегановић осуђује на смрт.[68]
- Четврти је обављен 29. и 30. маја с 30 оптужених. Сви су проглашени кривима, а Хусеин Зенковић је осуђен на смрт.[69]
- Пети процес 30. маја карактеристичан је по томе што је трајао један дан и нико није осуђен на смрт. Овдје је први пут, за разлику од претходних процеса, суд узео у обзир покајање оптужених.[70]
- Шести је одржан 1. и 2. јуна с 40 оптужених. Мехмед Табаковић и Незир Бајрактаревић су осуђени на смрт.[71]
- Седми је одржан 3. јуна. Оптужена је 21 особа. Хусеин Капић је осуђује на смрт стријељањем, а остали на казне затвора.[72]
- Осми процес као посљедњи и главни карактерише да су међу првооптуженим били Але Човић и Милан Божић, који су поред Николе Божића, Милета Миљковића, Раме Карајића, Хасана Кекића и Стојана Старчевића, осуђени на смрт.[73]

Због устанка на подручју Слуња, Миле Деврња и Никола Беуковић су осуђени на смрт, а осталих 19 учесника на затворске и новчане казне и друштвено-социјалан рад.
Осуђени на смрт:
- Смаил Ајкић
- Незир Бајрактаревић[71]
- Хасиб Бегановић[74]
- Никола Беузовић[75]
- Милан Божић
- Никола Божић
- Але Човић
- Дедо Човић[66]
- Аган Ћоралић[66]
- Миле Деврња[75]
- Мухарем Дервишевић[66]
- Миле Миљковић
- Рамо Карајић
- Хусејн Капић
- Хасан Кекић
- Мехмед Табаковић[71]
- Стојан Старчевић
- Ђулага Шумар
- Хусеин Зекановић[69]

Војска је приликом или послије хапшења убила:
- Аган Бегановић
- Махмут Бегановић
- Хасан Чавић (Човић)
- Ариф Дурмић
- Алага Јусић
- Хусеин Кекић
- Мусо (Муше) Ковачевић
- Мехмед Мехуљић
- Сахин (Шахин) Сеферагић
- Хасан Шарић
- Селим Шарић

## Занимљивости
- Наводи се да је каснији ангажман Хакије Поздерца око дизања прехрамбеног комплекса Агрокомерц, био неки начин компензације за тада учињену неправду према становницима Крајине.[77]
- Још у доба Османског царства су на подручју Крајине дизани устанци (1849—1851), али ово је, иако аутор  Кржишник Букић указује на оскудност литературе, први пут да је у посљедњих 100 година извршена смртна казна због устанка.[78]
- Сличне мјере примијењене су и за вријеме Стаљина у Совјетском Савезу. Присилно су расељавани Чечени, кримски Татари и др.

## Адаптације
На тему буне Џевад Сабљаковић објавио је 1985. роман Омаха 1950. Прво је књижевно дјело које се дотакло тешког догађаја. Прво издање постало је права ријеткост у библиотекама и приватним збиркама, а друго издање дочекало је тек 2015. године.
Поводом обиљежавања 62. годишњице буне РТВ Цазин је под покровитељством општине Цазина 2012. године снимила документарни филм Цазинска буна — неиспричана прича. Филм је кратак пресјек мајских догађаја 1950. године.